# Петка Балкан
Петка Балкан е защитена местност, разположена в землището на село Братово, Търговишка област. Тя е обявена за защитена територия, за съхранение на вековна церова гора, на площ 5,4 ха в местността „Бабаконду“. Представлява вековна смесена гора от видовете — цер, благун, зимен дъб, на възраст около 150 години.
Защитената местност е свързана с историческо събитие през 16 век и предания за потурчването на местното население. В наши дни на това място от жителите района се правят тържества — събори.